# Nico Carrera
Juan Nicolás „Nico” Carrera Zarzar (ur. 6 maja 2002 w Pachuce) – amerykański piłkarz pochodzenia meksykańskiego występujący na pozycji środkowego obrońcy, od 2024 roku zawodnik meksykańskiej Toluki.
Jako sześciolatek przeprowadził się z Meksyku do Stanów Zjednoczonych, a w 2019 roku otrzymał amerykańskie obywatelstwo. Jego brat Antonio Carrera również jest piłkarzem.